# Brachydontium
Brachydontium là một chi rêu trong họ Seligeriaceae.